# شلينبرج
شلينبرج هي بلدية في ليختنشتاين في منطقة الأراضي المنخفضة، على ضفاف نهر الراين . بلغ عدد سكانها 1107 اعتبارًا من 2019 ومساحتها 3.5 كيلومتر مربع (1.4 ميل2) .

## التاريخ

### التاريخ المبكر
وقد تم شراء لوردشيلنبرغ من قبل حسابات فادوز في عام 1437، وكانت الولايات المتحدة موحدة في الواقع منذ ذلك الحين. بعد حرب سوبيانفي عام 1499، كلا منهما تحت حكم النمسا. أسرات مختلفة من عمليات العد المشتراة، لذا حتى شرائهم في أوائل القرن الثامن عشر منقبل أسرة ليختنشتاين، التي منحت مكانة الأمراء في عام 1706، ولكن الذي كان في حاجة إلى الحصول على أرض ذات فورياتإمبراطورية من أجل التصويت في البرلمان لأمراء الإمبراطورية. الإمبراطور وحد رسميا فادوز وشيلنبرغ في 1719 كمارة لختنشتاين.[2][3]

### الحرب العالمية الثانية
الحرب العالمية الثانية يحتفل النصب التذكاري الروسي في البلدية بذكرى اللجوء الذي منح للجنود الروس خلال الحرب العالمية الثانية. وعندقرب نهاية الحرب، منحت ليختنشتاين حق اللجوء إلى ما يقرب من خمسة جنود روس متعااونون من أصل مائة جندي من الجيش الوطني، كانت أول قوة روسية ضمن منطقة ويهرماخت الألمانية. وهذا العمل ليس مهما، لان البلد فقير وصعوبة في تغذية ورعاية هذه المجموعة الكبيرة من اللاجئين. وفي نهاية المطاف، وافقت الأرجنتين على إعادة توطين طالبي اللجوء بشكل دائم. وفي المقابل، أعاد البريطانيون الروس الذين حاربوا على الجانب الألماني إلى الاتحاد السوفييتي.

## جغرافية
على حدود منطقة شلينبرغ مع بلديات ليختنشتاينر اشن ، جمبرين ، مورن و روجل . يحدها أيضًا بلدية فيلدكيرش النمساوية، في ولاية فورارلبرغ الفيدرالية.

## المواصلات
في شلينبرج يوجد طريق صغير للعبور إلى النمسا ، حرس الحدود النمساوي والسويسري يقوم بادارته.

## مشاهير
- فابيين وولويند، سائق سباق السيارات.[5]

## روابط خارجية
- الموقع الرسمي
 باللغة الألمانية
- "History of Schellenberg" (PDF). مؤرشف من الأصل (PDF) في 2008-11-22. (548 كيبيبايت) باللغة الألمانية